# Silot-Bucht
Die Silot-Bucht ist eine flache Meeresbucht im Osten der Insel Cebu auf den Philippinen, die fast vollständig von Land umgeben ist. Sie hat eine elliptische Form und liegt im Gemeindegebiet von Liloan, umfasst eine Fläche von 100 Hektar und hat eine mittlere Tiefe von fünf Metern. Es handelt sich bei der Bucht um eine Lagune, die über einen 20 Meter breiten Kanal mit der Camotes-See verbunden ist. Ihr Wasser fließt der Lagune vom Meer her zu, kleinere Bäche versorgen die Lagune mit Süßwasser. Das Wasser wird als Brackwasser mit einem hohen Nährstoffanteil bezeichnet und mit einer Salinität von 25 bis 32 p.p.t. beschrieben. 
Zwei kleinere, flache Inseln in der Lagune und ist mit einer mannigfaltigen Flora umgeben, die dominiert werden von den Mangrovenarten Sonneratia caeseolaris, Avicennia officinalis, Bruguiera conjugata, Ceriops roxbughiana und der Lumnitzera racemosa. Die Aquavegetation wurde dominiert von fünf Algenarten. Die Cocos nucifera, Pandanus tectorium, Leucaena glauca wachsen in der weiteren Uferzone.
Einige Teile der Lagune werden von Aquakulturen belegt. Sie wird als sehr Fischreich beschrieben, der früher betriebene Fischfang wurde jedoch von der lokalen Verwaltung inzwischen verboten. Die San Carlos Universität aus Cebu City betreibt eine kleine Forschungsstation in der Lagune. Für touristische Zwecke wurde eine Holzbrücke über Teilen der Lagune gebaut und eine 800 Meter lange Seilrutsche, in Österreich als Guerillarutsche bekannt, führt Abenteuerlustige über die freie Wasserfläche der Lagune. 
Die Region um die Lagune hat ein tropisches Regenwaldklima ohne ausgeprägte Trockenzeit. Die trockensten Monate sind November bis Mai, den Rest des Jahres fallen zum Teil starke Niederschläge. 